# Скандау
Скандау (буг. СкандаУ) бугарски је -{R&B}- дуо кога чине Лачезар Евтимов (буг. Лъчезар Евтимов) и Јонислав Јотов (буг. Йонислав Йотов).

## Каријера
Дуо су 2010. године основали Лачезар Евтимов и Јонислав Јотов, бивши фудбалери који су одлучили да започну музичку каријеру. Њихова прва песма Хлеб и Со (буг. Хляб и Сол) објављена је 2011. године. Године 2012. су учествовали у другој сезони такмичења „Бугарска тражи таленат”, где су стигли до четвртфинала. Након успеха њихове песме Къш Къш наступили су као предгрупа на концерту Рик Рока одржаном у Пловдиву 2013. године.
Нову песму су издали 3. децембра 2016. године под називом Replay. Песма тренутно има преко 11 милиона прегледа на Јутјубу. Песму насталу у сарадњи са VenZy -  Shesto chuvstvo објавили су 30. марта 2017. године, да би 10. маја исте године најавили своју нову песму Mafia, као и истоимену месечну туру.
Освојили су напраду БГ радија за најбољи бугарски бенд 2017. и 2018. године.

## Чланови

### Лачезар Евтимов
Лачезар Евтимов је рођен 29. новембра 1992. године у граду Ћустендил.

### Јонислав Јотов
Јонислав Јотов (познатији као ТоТо) је рођен 29. јуна 1991. године у граду Враца. Играо је фудбал у омладинским поставама клубова Ботев Враца и Левски Софија. ТоТо је 2017. године постао учесник девете сезоне телевизијске емисије Велики брат VIP, где је уједно однео победу и освојио плакету и 100 000 лева(~50 000 евра). Награду су искористили да у наредна три месеца објаве две нове песме, као и спотове за њих.

## Дискографија
| Назив                        | Година | Позиција на листи |
| ---------------------------- | ------ | ----------------- |
| Моят рай са                  | 2015   | 9                 |
| Replay                       | 2016   | 6                 |
| Shesto Chuvstvo са VenZy     | 2017   | 1                 |
| Mafia                        | 2017   | 5                 |
| Без да пие(Without drinking) | 2018   | 4                 |

- Хляб и Сол (2011)
- Акт-Wow (2012)
- ТВ и Радио (2012)
- Kъш Kъш или Shoo Shoo (2013)
- От Юни до Август (са Део) (2013)
- РитъмЪ (2013)
- До Морето (2014)
- Ангели и Демони (2015)
- Жуотно (са Љубен) (2015)
- Reality (са Светозар Христов) (2015)
- Искам Аз (2015)
- Carom billiards (Karambol) (са Део, Лео и Девора) (2016)
- Кокаина (2018)
- Хайвера (2018)